# Rutschblock

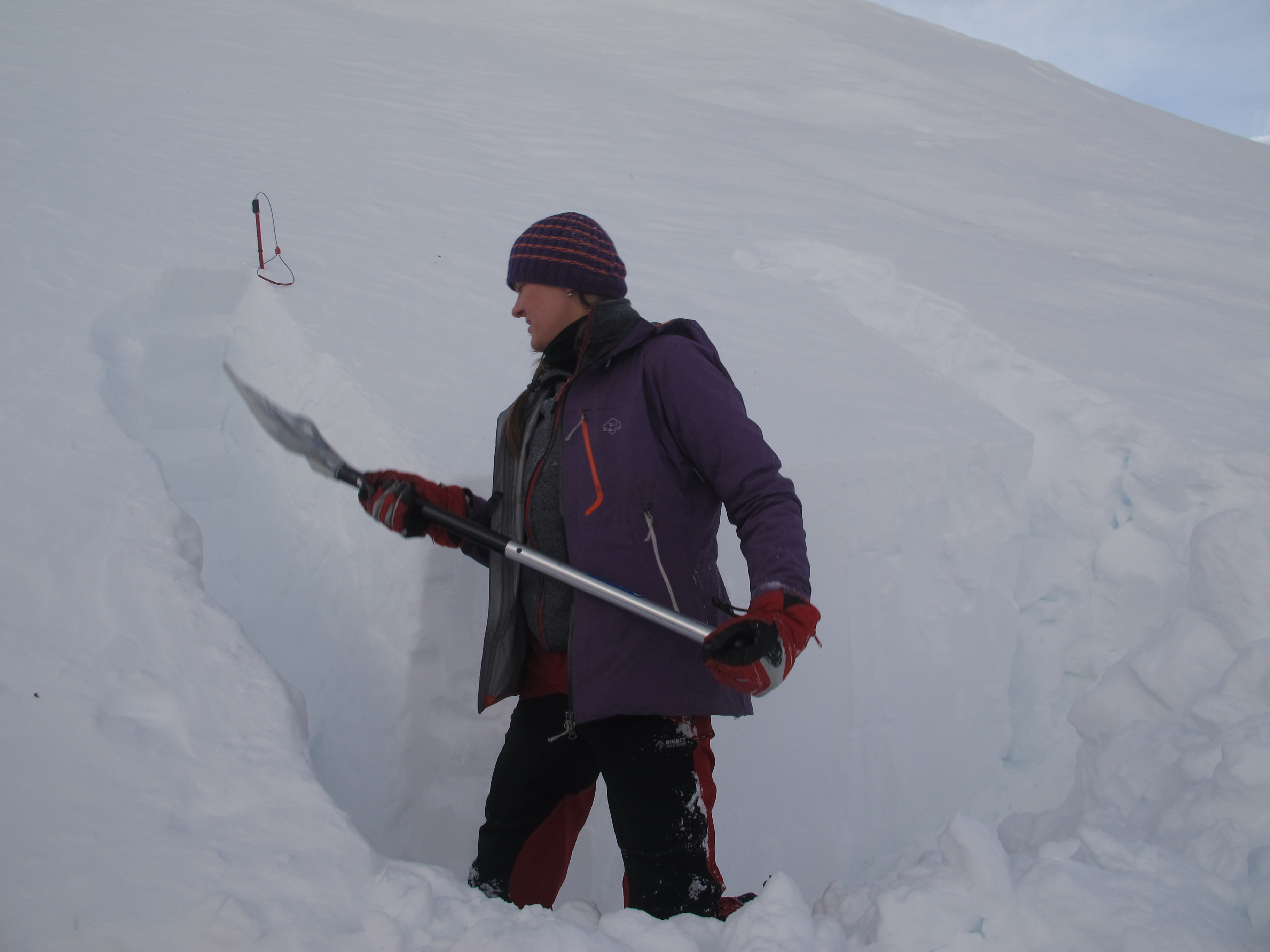
Der Rutschblock wird freigelegt

Ein Rutschblock, Rutschkeil oder Rutschblocktest ist ein Test zur Abschätzung der Gefahr von Schneebrettlawinen an Gebirgshängen. In Kombination mit einem Schneeprofil erhält man Aussagen über die Stabilität der Schneedecke.

## Durchführung

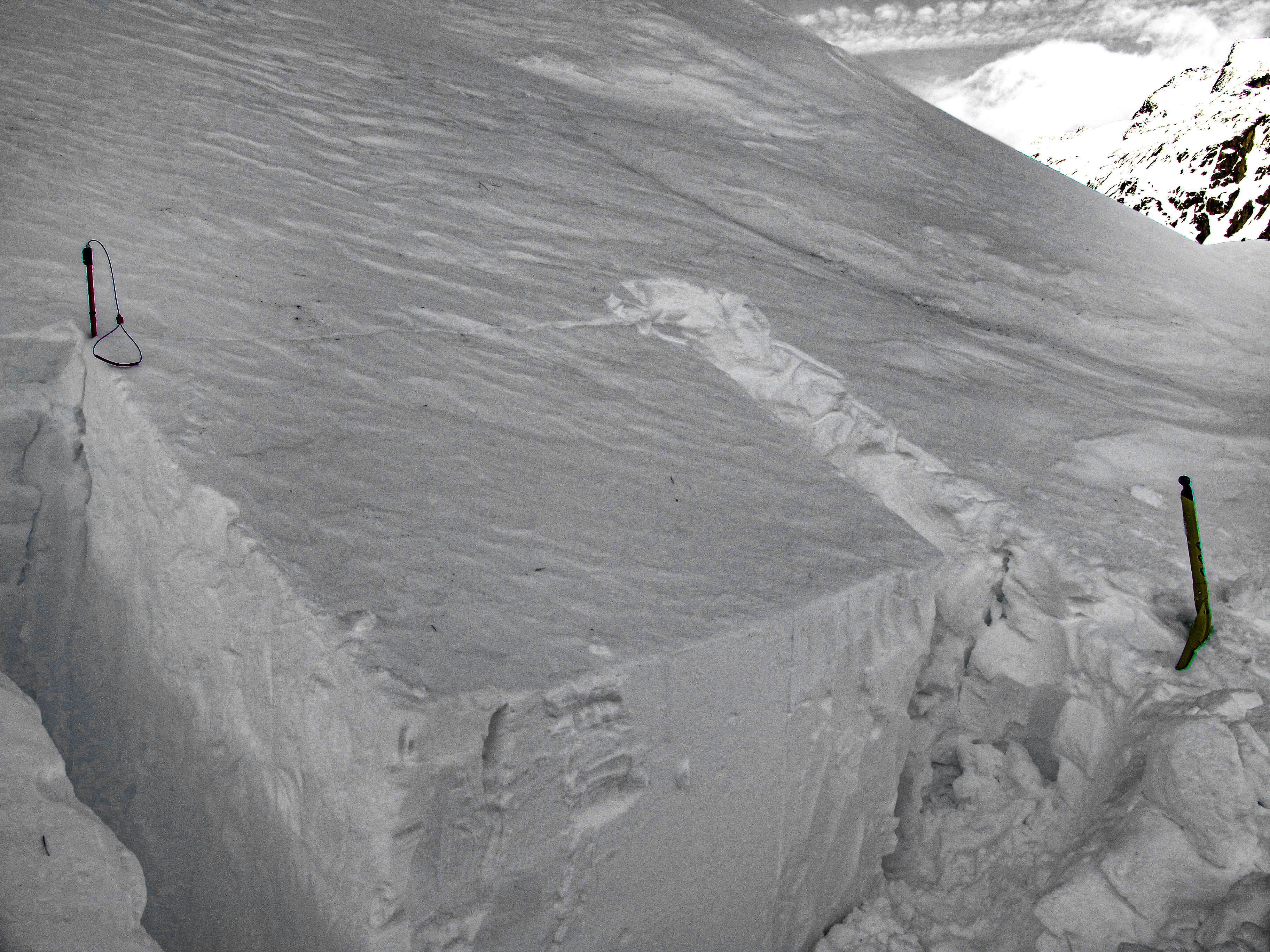
Fertiggestellter Rutschblock

Rutschblock: Mit einer Lawinenschaufel wird ein 2 m langer (hangparallel) und 1,5 m breiter Schneeblock bis auf den Boden freigelegt, sodass nur noch seine hangaufwärts gelegene Seite mit der Schneedecke verbunden ist. An der Vorderseite kann das Schneeprofil erstellt werden. An der Rückseite wird der Rutschblock mit einer Reepschnur abgeschnitten. Die Schneedeckenstabilität ist sehr schwach, wenn der Rutschblock sich bereits beim Abschneiden mit der Reepschnur, beim Annähern von oben oder schon beim Graben löst. Danach wird der Block von einer durchschnittlich schweren Person mit Skiern (bzw. dem im Hang verwendeten Sportgerät) betreten. Nach einer Weile wird leicht gewippt. Wenn der Block sich dabei wie ein Schneebrett löst, ist die Stabilität schwach. Schwache bis mäßige Stabilität ist gegeben, wenn sich der Block bei einer Folge von Sprüngen löst, die zunehmend schneller und intensiver ausgeführt werden. Als letzter Test wird ein Sprung von oben ohne Ski – nur in Skischuhen ausgeführt. Löst sich der Block erst jetzt, ist die Lawinengefahr gering. Auch die Art der Bruchfläche lässt wichtige Schlüsse zu: Je stufenförmiger sie ist, desto sicherer ist der Schneedeckenaufbau; Eine glatte Bruchstelle weist hingegen auf ein leichteres Fortpflanzen des Bruches und damit größere Gefahr hin.
Alternativ dazu wird beim Rutschkeil ein dreieckiges Segment aus der Schneedecke geschnitten. Dazu wird eine Lawinensonde zur Umlenkung in den Schnee gerammt und um diese eine Schnur gespannt. Mit dieser wird der Keil freigesägt. Die Belastung erfolgt gleich wie beim Rutschblock stufenweise. Die Keilmethode erfordert weniger Zeit als der viereckige Block und ist auch die genauere Methode.
Eine vereinfachte Variante ist der Kleine Blocktest: Hier wird ein ca. 40 × 40 cm großer Block freigelegt. Die Festigkeit wird durch seitliches Klopfen mit der Lawinenschaufel von oben nach unten geprüft. Diese Methode ist weniger aussagekräftig als der genormte Rutschblock oder -keil, dafür aber einfacher und schneller durchzuführen.
Ein Rutschblock wird in regelmäßigen Abständen, an verschiedenen Hängen, in typisch gegen Wetter (insbesondere Wind und Sonne) exponierten Lagen und an einer Stelle mit durchschnittlicher Hangneigung erstellt, um eine Aussage über die Lawinensituation im Gebiet machen zu können.

## Geschichte
Der Rutschblock wurde lange Zeit als auch für den einzelnen Skifahrer zur Beurteilung der Lawinengefahr geeignete Methode betrachtet. Die Methode beruht jedoch auf der Annahme einer relativ homogenen Schneedecke, da hier von der Festigkeit der Schneedecke an einem bestimmten Ort auf die Festigkeit in der gesamten Umgebung geschlossen wird. Diese Annahme ist aber aufgrund neuerer lawinenkundlicher Erkenntnisse nicht mehr haltbar, die Schneedecke wird heute als äußerst inhomogen betrachtet, sodass die Stabilität an einzelnen Punkten nur ungenügend verallgemeinert werden kann. Diese Erkenntnis setzte sich nach einem tragischen Ereignis in der Schweiz durch, als zwei Männer nach dem Anlegen eines Rutschkeiles in einer Lawine verstarben: Der Rutschkeil hatte selbst bei höchster Belastung gehalten, der gesamte Hang um den (immer noch stehenbleibenden) Keil hatte sich jedoch gelöst und die Männer verschüttet.
Des Weiteren geht man heute davon aus, dass für den einzelnen Wintersportler einfachere und schnellere Methoden der Gefahreneinschätzung geeigneter sind. Obwohl der Rutschblock als Grundlage für Einzelentscheidungen weitgehend diskreditiert ist, hat er sich als Methode der Einschätzung des regionalen Gefahrenpotentials (z. B. zur Erstellung eines Lawinenlageberichts) und als didaktische Methode eine gewisse Gültigkeit behalten.